# Marty Conlon
Martin McBride Conlon, detto Marty (Bronx, 19 gennaio 1968), è un ex cestista statunitense naturalizzato irlandese, professionista nella NBA e in Europa.

## Carriera
Nato nel Bronx da una famiglia di origine irlandese, cresce presso il Providence College, ateneo con cui nel 1987, al primo anno, raggiunge le Final Four NCAA sotto la guida di coach Rick Pitino.
Non chiamato al draft NBA 1990, comincia la sua carriera professionistica tra la lega CBA e la Francia, con una breve parentesi al Le Mans.
Nel corso della stagione 1991-1992 inizia la sua prima esperienza in NBA, giocando 45 partite con i Seattle SuperSonics, con i quali viaggia a medie di 8,5	minuti, 2,7 punti e 1,5 rimbalzi di media. L'anno seguente gioca con i Sacramento Kings, ed i suoi numeri aumentano leggermente passando a 10,2 minuti, 4,8 punti e 2,7 rimbalzi a partita. Nel 1993-94 si divide tra i Charlotte Hornets e i Washington Bullets. L'annata 1994-95 lo vede scendere in campo con i Milwaukee Bucks in tutte e 82 le partite in calendario, con un utilizzo di 25,2 minuti a gara e un rendimento di 9,9 punti e 5,2 rimbalzi di media. Con i Bucks rimane anche l'anno successivo, anche se i suoi numeri risultano poco più che dimezzati. Nel 1996-97 indossa i colori dei Boston Celtics giocando 74 partite (di cui 15 da titolare), con un minutaggio tornato sopra ai 20 minuti (21,8), una media punti pari a 7,8 a partita e una media rimbalzi di 4,4.
Nell'agosto 1997 si accorda con la Fortitudo Bologna, ma approda in Italia solo ad ottobre in attesa di ottenere il passaporto irlandese che gli permetterebbe di giocare con lo status di comunitario. La sua permanenza in biancoblu tuttavia si rivela più breve del previsto, visto che gioca cinque partite a 4,2 punti di media per poi essere accantonato, finendo infine ad allenarsi con le giovanili in attesa che la società trovasse l'accordo economico con il suo agente per la risoluzione contrattuale.
Nel febbraio 1998 fa ufficialmente ritorno in NBA, giocando con i Miami Heat negli ultimi mesi della stagione oltre che gara 3, 4 e 5 dai play-off. Con gli Heat scende in campo anche durante la stagione successiva, totalizzando 7 presenze tra il febbraio e il maggio 1999. Il 21 ottobre 1999 firma da free agent con i Boston Celtics, ma il 13 dicembre viene tagliato senza aver collezionato alcuna apparizione ufficiale. Il 17 dicembre seguente diventa un giocatore dei Los Angeles Clippers, con cui disputa le ultime tre partite della sua carriera NBA prima di essere tagliato il 5 gennaio 2000. Nel marzo 2000 sostituisce Oriol Junyent nel roster dei spagnoli del Fuenlabrada.
In vista della stagione 2000-01 torna in Italia per iniziare la sua seconda parentesi in Serie A1, questa volta con i colori della Scaligera Verona. Con i veneti disputa 33 partite di regular season con medie di 13,2 punti e 7,2 rimbalzi di media. Nel 2001-02 milita in Grecia al Maroussi, quindi nel 2002-03 è nuovamente di scena nella massima serie italiana ingaggiato dal Basket Napoli, il cui general manager Andrea Fadini aveva già scelto Conlon ai tempi di Verona. Nel capoluogo partenopeo segna 9,6 punti in 27 presenze in regular season, ai play-off poi la squadra arriva fino ai quarti di finale. Tra il febbraio e l'aprile 2004 scende in campo con il Murcia nelle ultime undici giornate della Liga ACB 2003-2004, squadra destinata a chiudere il campionato all'ultimo posto in classifica. Nel febbraio 2005 fa ritorno a Napoli per sostituire a gettone l'infortunato Corey Albano, suo ex compagno di squadra a Verona. Finisce poi per rimanere (pur partendo sempre dalla panchina) fino al termine di una stagione conclusa ai quarti di finale play-off contro la Benetton Treviso.